# Cochrans C-Test
Cochrans C-Test ist ein statistischer Test, mit dem sich prüfen lässt, ob eine einzelne Varianz signifikant größer ist als eine Menge vorliegender Varianzen. Der Test wurde 1941 von William G. Cochran vorgestellt und ist nicht zu verwechseln mit Cochrans Q-Test.
Der C-Test wird insbesondere zur Überprüfung der Qualität der Messungen von Laboren verwendet. So wird er in ISO 5725 („Accuracy (trueness and precision) of measurement methods and results“) zur Überprüfung der Hypothese empfohlen, dass „zwischen den Laboren nur geringe Unterschiede bei den Varianzen innerhalb des Labors existieren“.

## Testszenario
Der C-Test liefert ein Kriterium für die Entscheidung, ob eine Menge vorliegender Varianzen
- a) homogen ist oder ob
- b) der höchste Wert signifikant verschieden von den anderen ist.

Die Entscheidung wird induktivstatistisch so interpretiert, dass berechnet wird, wie wahrscheinlich es ist, dass alle Stichproben, deren Varianzen vorliegen, trotz ihrer Verschiedenheit hinsichtlich des bekannten Kennwertes Varianz aus der gleichen Grundgesamtheit gezogen wurden.

## Vorgehen
Die Teststatistik C wird wie folgt berechnet:
{\displaystyle C_{j}={\frac {S_{j}^{2}}{\displaystyle \sum _{i=1}^{N}S_{i}^{2}}}}
wobei gilt:
Cj	=	Cochrans C für die Datenreihe j
Sj	=	Standardabweichung der Datenreihe j
N	=	Anzahl der Datenreihen
Si	=	Standardabweichung der Datenreihe i (1 ≤ i ≤ N)
Dabei ist j die Datenreihe mit der größten Varianz. Der so berechnete Testwert wird dann mit den von Cochran tabulierten kritischen Werten verglichen, wobei der Wert in der Tabelle von der Anzahl der verglichenen Werte und der Anzahl der Freiheitsgrade der Varianz abhängt. Die Anzahl der Freiheitsgrade df der Varianz ist für eine Datenreihe der Länge n df=n-1.

## Voraussetzungen
Für Cochrans C-Test gelten folgende Voraussetzungen:
- Alle Datenreihen müssen den gleichen Umfang haben (balanced design).
- Die Messwerte innerhalb jeder Datenreihe müssen normalverteilt sein.

Sind die zu vergleichenden Datenreihen unterschiedlich groß, ist es möglich, den kritischen Wert für den kleinsten Datenreihenumfang heranzuziehen. Der Test ist dann entsprechend konservativer.